# Thomas Selle

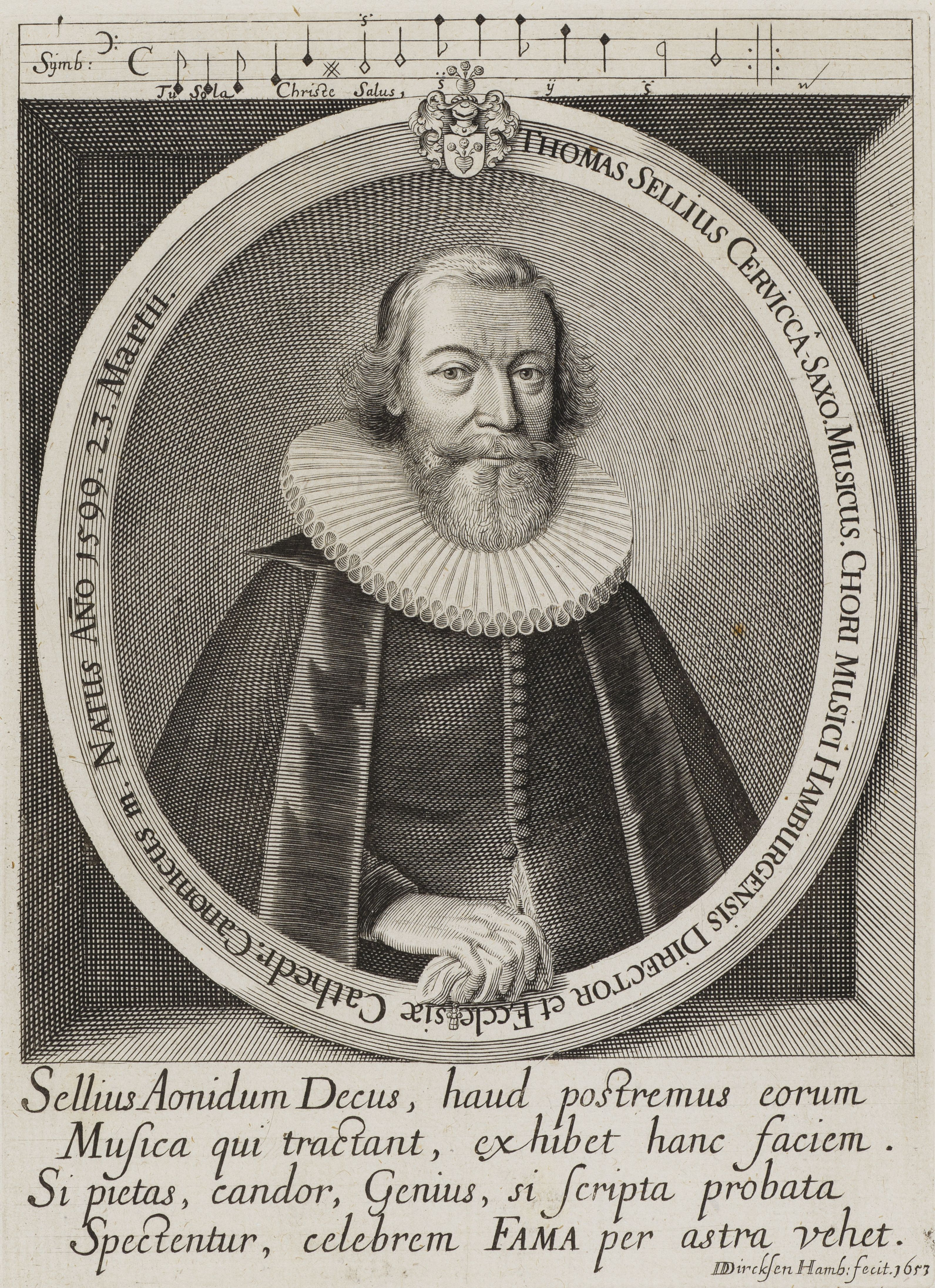
Thomas Selle, Porträt von Dirk Diricks (1653)

Thomas Selle (* 23. März 1599 in Zörbig; † 2. Juli 1663 in Hamburg) war ein deutscher Lehrer, Kirchenmusiker und Komponist des musikalischen Barock.

## Leben und Wirken
Über Selles Kindheit und Jugend gibt es kaum belegbare Informationen. Da er um 1643 in seiner Anleitung zur Singekunst angab, sich „aus antrieb des sel[igen] H[errn] Sethi Calvisij“ theoretisch mit der Kunst des Gesangs zu befassen, wird vermutet, dass er möglicherweise als Schüler an der Thomasschule in Leipzig unter dem Thomaskantor Sethus Calvisius († 1615) und möglicherweise auch Johann Hermann Schein († 1630) seine Ausbildung erhielt. Dokumentarisch trat er erstmals 1622 mit seiner Immatrikulation an der Universität Leipzig in Erscheinung.
Bereits 1624 wurde er als Lehrer an die Lateinschule in Heide berufen und nur ein Jahr später folgte eine Stelle als Schulrektor in Wesselburen. Neben der Hochzeit mit der Husumer Bürgerstochter Anna Weihe war Selles Wesselburener Zeit besonders durch die Vorbereitung für die Drucklegung seiner weltlichen Lieder geprägt.
Mit der Umsiedlung nach Itzehoe im Jahr 1634 und der Besetzung des Kantorenamts führte Selle den Titel director chori musici Itzehoensis. Er vertonte seine eigenen Gedichte und etablierte sich als Komponist durch zahlreiche Veröffentlichungen geistlicher und weltlicher Drucke. Er leitete zudem den Schülerchor. In diesen Jahren begegnete er dem Lieddichter Johann Rist, durch dessen Freundschaft und Zusammenarbeit Selles Werk maßgeblich mitgeprägt wurde. Er vertonte viele Dichtungen von Rist als generalbassbegleitete Sololieder.
Ab 1641 wurde Selle Kantor am Johanneum und Musikdirektor der vier Hauptkirchen Hamburgs und wirkte ab 1642 als Canonicus Minor auch am Mariendom. Neben der musikalischen Gestaltung der Gottesdienste schuf er Kompositionen für Festlichkeiten der Stadt Hamburg wie z. B. das Vivat Hamburgum und für die Feste des Kirchenjahres eine bedeutende Reihe von Dialogkompositionen sowie Vertonungen des Passionsberichtes nach Matthäus und Johannes. Er schrieb auch die Melodie zum Kirchenlied „Auf, auf, ihr Christen alle“ (EG Württemberg 536).
Selle setzte sich in Hamburg für eine qualitativ hochwertige Musikausübung ein mit dem Einsatz professioneller Musiker und für die Aufstockung der Instrumentalisten auf mindestens 20 Musiker sowie die Verbesserung der Ausstattung der Orgel-Positive und -Regale für alle Kirchen. Seinen diesbezüglichen Gesuchen wurde von der Stadt nachgekommen. Großbesetzte Werke konnten nun mit der Besetzung „von acht Sängern, elf Chorinstrumentalisten und acht Ratsmusikanten“ aufgeführt werden. Daraufhin arbeitete Selle auch vor seiner Hamburger Zeit entstandene Werke um, um sie an die nun gegebenen Umstände anzupassen. Unter seiner Leitung kam es so zu einer Neuorganisation der protestantischen Kirchenmusik Hamburgs und einer damit einhergehenden Blütezeit.
Zu seinen Pflichten zählte der Musikunterricht in den höheren Klassen des Johanneums und der Lateinunterricht. Es entstand sein Lehrwerk Kurtze doch gründliche anleitung zur Singekunst zur Ausbildung der Sänger u. a. im Blattsingen.
„Die praktische Ausrichtung und der Verzicht auf etablierte Modelle zeigen Selle als Neuerer und Verfechter eines modernen Musikverständnisses, das sich immer weniger an den modalen Ordnungsmustern orientierte. Der Traktat zeugt außerdem von Selles Ambitionen in Bezug auf die Fähigkeit seiner Sänger.“
Im Juli 1663 starb Thomas Selle. Zuvor hatte er seinen gesamten Nachlass der Hamburger Stadtbibliothek vermacht und seine 281 Werke in den Opera omnia zusammengefasst.

## Werk – Opera Omnia
Unter dem Titel Opera omnia hinterließ Selle der Stadt Hamburg mit seinem gesamten musikalischen Nachlass in 16 Stimmbüchern und 3 Tabulaturbänden Abschriften von den meisten seiner geistlichen Vokalkompositionen. Diese werden in der Staats- und Universitätsbibliothek Hamburg aufbewahrt.
Selle strukturierte die Sammlung in sieben Bücher, von denen vier Bücher lateinische Kompositionen und vier deutschsprachige enthalten. Die sieben Bücher können ihrerseits grob nach Kompositionstypus unterteilt werden. So sind beispielsweise im Liber tertius (das sich ausschließlich aus überarbeiteten Kompositionen aus vier Drucken von 1630, 1633 und 1635 zusammensetzt) die lateinischen Werke mit der höchsten Zahl an Stimmen wiederzufinden, welche in kurzen, mehrchörigen Ritornellen innerhalb der geringstimmigen Konzerte große dynamische Kontraste bilden. Solistische Cantus-Firmus-Sätze sowie motettische Kompositionen sind hingegen eher im Liber quartus anzutreffen. Der Erste Theil Teutscher Geistlicher Concerten, Madrigalien und Motetten ist, wie die Titelüberschrift schon verrät, sehr heterogen und aus ausschließlich neuen Kompositionen der Hamburger Zeit zusammengestellt. Auch sind hier die wegweisenden (Evangelien-)Dialoge enthalten. Bei den hauptsächlich Choralbearbeitungen des mit 74 Werken umfänglichsten Buches, dem Dritten Theil Teutscher Geistlicher Concerten, „handelt es sich überwiegend um teils luxuriöse mehrstrophige Concerte über das in gut hundert Jahren angesammelte protestantische Gemeindelied-Repertoire.“
Zuletzt sei noch die Bedeutung der seit 1964/65 gesondert gebundenen Historien in Dialogo und in stylo recitativo erwähnt: der Matthäuspassion, der Johannespassion (mit und ohne Intermedien) und der Auferstehungshistorie, die zwar von Anfang an Teil der Opera omnia waren, jedoch nicht in einer Tabulatur-Reinschrift vorliegen. Besonders den beiden Passionen, die laut Datierung der Titelblätter 1642 und 1643 entstanden, ist eine rasante Entwicklung der Adaption moderner Satztechnik zu entnehmen. Dies veranschaulicht Pöche wie folgt:
„Im 16. Jahrhundert und noch bis hin zu Selles Kompositionen gibt es im Groben zwei verschiedene Formen von Passionsvertonungen: die responsoriale Passion, bei der die Passionsgeschichte auf den Passionstönen psalmodierend vorgetragen wird, und die motettische oder durchkomponierte Passion, die den Passionstext durchgängig vokal-polyphon vertont. Selle übernimmt für seine Matthäuspassion zwar den Passionston aus der responsorialen Matthäuspassion von Heinrich Grimm, die wiederum auf die erste deutschsprachige responsoriale Passion von Johann Walter zurückgeht, doch das äußere Gewand seiner Vertonung ändert sich grundlegend. Erstmals in der Geschichte der Passionsvertonung setzt Selle in der Matthäuspassion den neuen Generalbass ein.“
Nicht nur den Generalbass, auch die stärkere musikalische Charakterisierung der agierenden Figuren durch das differenzierte, begleitende Instrumentarium wie Violinen zur Rolle des Jesus oder tiefere Violen zum Evangelisten setzte Selle erstmals in der Matthäuspassion ein. Noch umfangreicher tritt die Personencharakterisierung durch eine semantisch spezifische Instrumentalbegleitung in der Johannespassion auf (wie die Zuordnung der pastoral konnotierten Flöten zur Rolle des Petrus, dem Hirten der Christenheit, oder ‚herrschaftliche‘ Hörner zu Pilatus), die außerdem die Vertonung entlang von Passionstönen hinter sich lässt und dafür den modernen rezitativischen Stil der italienischen Musik adaptiert.
„Als drittes Kriterium für die musikhistorische Relevanz besonders der ‚großen‘ Johannespassion gilt die feste Einfügung von Intermedien (Einschübe in den Passionsbericht mit Texten anderer Herkunft), wodurch dieses Werk in der Sekundärliteratur häufig zum ersten Beispiel einer sogenannten oratorischen Passion avanciert.“
Mit den kleineren, in D1 und D2 der Opera omnia eingegliederten Dialogen (Auflistung bei Pöche 2019, S. 181f.) hat Selle somit „weite[…] Teile des Evangeliums von der Geburt Christ (D1.43) über Stationen in seinem Leben – Gleichnisse und Wundertaten –, den Einzug in Jerusalem (D1.40), das letzte Abendmahl (D2.02) bis hin zur Passion (Matthäus- und Johannespassion) und Auferstehung (beide Auferstehungshistorien)“ für die Hamburger Kirchen in Musik gesetzt.
Dass Selle als Komponist heute fast vollständig unbekannt ist, läuft der Bedeutung seines Amtes und dem von ihm ausgehenden musikalisch-konzeptuellen Einfluss (besonders auf dem Gebiet der Dialoge und Historien) auf spätere Generationen gänzlich zuwider und ist wohl hauptsächlich mit der Überlieferungsform seiner Opera omnia zu begründen. Die in norddeutscher Orgeltabulatur festgehaltene handschriftliche Hauptquelle der 281 Werke erschwerte es deutlich gegenüber Partiturdrucken, seine Werke in späteren Jahrhunderten aufzuführen.
Im Jahr 1999 wurde zu Selles 400. Geburtstag ein erster Sammelband herausgegeben. Seit 2015 wird durch die von der Deutschen Forschungsgemeinschaft geförderten Projekte an der Universität Hamburg die digitale Edition der Opera omnia einer breiteren Öffentlichkeit zugänglich gemacht.

## Ausgaben
- 6 geistliche Konzerte, bearbeitet von A. Egidi, Berlin 1929
- Passion nach dem Evangelisten Johannes mit Intermedien, herausgegeben von R. Gerber, Wolfenbüttel 1933